# 85515 Annakukharskaya
85515 Annakukharskaya este o planetă minoră (asteroid) din centura de asteroizi. A fost descoperită pe 26 octombrie 1997 la stazione osservativa di Asiago Cima Ekar⁠(d) de Ulisse Munari⁠(d). 
Obiectul prezintă o orbită caracterizată de o semiaxă mare de 2,3604740025945 UAi, o excentricitate de 0,24305588320826, o înclinație de 2,2057607838502 ° în raport cu ecliptica.